# Сидорчук Василь Іванович
Сидорчук Василь Іванович (5 лютого 1937, с. Сущанка, Житомирська область, СРСР — 2 липня 2005, м. Київ, Україна) — радянський та український художник-графік, плакатист, меценат, член Національної спілки художників України.
Працював у напрямах соціалістичного реалізму, християнського сакрального мистецтва та національного традиціоналізму. У радянський період створював політичні та соціальні плакати в дусі офіційної ідеології, поєднуючи при цьому авторське художнє бачення. З 1990-х років зосередився на відродженні українського іконопису та церковного мистецтва, звертаючись до візантійської та барокової спадщини.

## З життєпису

Сертифікат ООН про участь у Міжнародному конкурсі плакатів на тему роззброєння (1981)

1952—1955 — навчався в Київському художньому училищі, згодом закінчив Київський державний художній інститут.
З 1973 року — учасник республіканських, всесоюзних виставок і конкурсів плаката, а також іноземних та міжнародних (у Варшаві, Нью-Йорку, Гавані та ін.). На міжнародний конкурс «За мир, гуманізм, проти загрози ядерної війни» (1984) представив плакат «Перекуємо!».
У 1981 році плакат Василя Сидорчука був обраний національною роботою від Української РСР для участі у Міжнародному конкурсі плакатів з роззброєння. Конкурс відбувся у вересні 1981 року в штаб-квартирі ООН у Нью-Йорку та передував Другій спеціальній сесії Генеральної Асамблеї ООН з роззброєння у 1982 році.
Є одним з художників, твори яких є в колекції Державного історико-культурного заповідника м. Острога.
Проживав у Києві на вулиці Мічуріна (з 2023 року — Ломаківська) у будинку №4. Похований 5 липня 2005 року у рідному селі.

## Родина
Дружина з 1960 року: Сидорчук Валентина Павлівна (1937—2015), до шлюбу — Подопригора, син — Геннадій (1962—2010), онук — Кирило (1990 р.н.).